# Grünflächeninformationssystem
Grünflächeninformationssysteme sind die Grundlage für die Planung, Entwicklung und Unterhaltung von Grün- und Freiflächen. Das Leistungsspektrum reicht dabei von den klassischen Anwendungen wie Grünflächen- oder Baumkataster bis hin zu speziellen Fragestellungen wie Spielgeräte- und Friedhofsverwaltung.
Ein digitales Grünflächeninformationssystem (GRIS) ist die Voraussetzung für ein effizientes Grünflächenmanagement. Bedingung ist eine geeignete und konsequent geführte Datenbasis in Form eines Grünflächenkatasters. Darin finden sich nicht nur alle Grünflächen, sondern auch deren jeweilige Ausstattung und Inventar, wie Angaben über Flächeninhalte, topographische Lage (→ Hangneigungen, Exposition), Bepflanzung (→ Gebrauchsrasen, Wiesenflächen, Blumenrabatte, Strauchpflanzungen, Bäume). Durch die Verknüpfung mit ökologischen und sozialen Daten bietet das GRIS ideale Grundlagen für die Grünordnung und Objektplanung. Es liefert jene Daten, welche die Freiraumsituation einer Kommune widerspiegeln, und ermöglicht darüber hinaus den interkommunalen Vergleich.

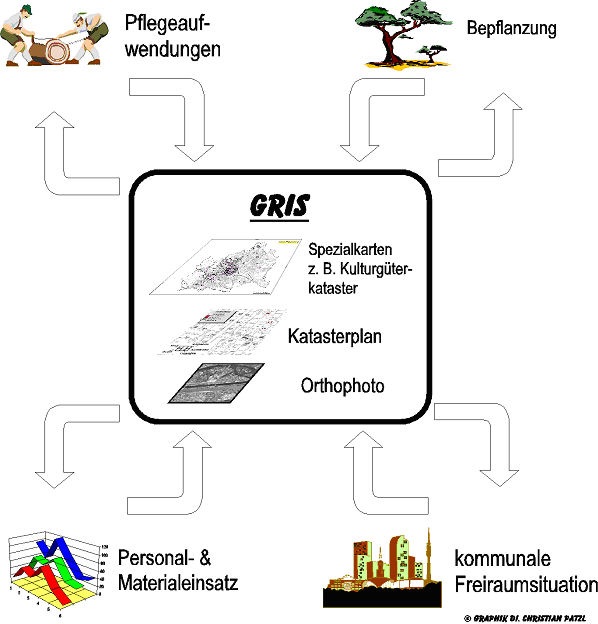
Das Schema eines Grünraum-informationssystems zeigt auch seine Möglichkeiten

Neben dem üblichen Inventar lassen sich in einem GRIS auch Aufwände zur Pflege der Anlagen abbilden und steuern. Da der Unterhaltungsaufwand für die Grünanlagen ca. 80 bis 90 % der Aufwendungen eines Grünflächenamtes ausmacht, steht dieser Bereich bei der Einführung eines Grünflächeninformationssystems meist im Vordergrund. In Verknüpfung mit der Aufwandserfassung werden im GRIS die wesentlichen Daten für die Kosten- und Leistungsrechnung geliefert, welche die Voraussetzung für eine betriebswirtschaftliche Steuerung ist.
Mit dem GRIS lassen sich auch Pflegepläne und damit verbundene Leistungsbeschreibungen erstellen. Damit können die Bemessung und der Einsatz von Personal, Maschinen und Material im Jahresverlauf geplant und gesteuert werden. Abweichungen können so laufend festgestellt und analysiert werden. Auch die Historienverwaltung und Verwaltungsvorgänge, wie Genehmigungen u. ä. lassen sich über das GRIS abwickeln und dokumentieren.